# Pedaliodes auraria
Pedaliodes auraria är en fjärilsart som beskrevs av Otto Thieme 1905. Pedaliodes auraria ingår i släktet Pedaliodes och familjen praktfjärilar. Inga underarter finns listade i Catalogue of Life.